# Jacques François Dugommier
Pour les articles homonymes, voir Dugommier.
Jacques François Coquille dit Dugommier, né le 1er août 1738 à Trois-Rivières (Guadeloupe) et mort le 18 novembre 1794 lors de la bataille de la Sierra Negra (Espagne), est un planteur  et général français du XVIIIe siècle qui s'illustra lors des campagnes de Bonaparte.

## Biographie
Créole issu d'une famille de colons Jacques François Coquille naît 1er août 1738 à Trois-Rivières, de Germain Coquille, conseiller du Roi au Conseil supérieur de la Guadeloupe, et de Claire Laurent. Dans cette famille de colons, riche et nombreuse, plusieurs de ses membres ajoutent des surnoms à leurs noms patronymiques afin de se distinguer. Jacques François ajoutera celui de « Dugommier » en 1785, du nom de la plantation caféière dite « Le Gommier », située au Palmiste à Basse-Terre, qu'il avait rachetée à ses parents en 1768,.

### Carrière militaire
Entré tôt dans la carrière militaire, il sert à l’âge de quinze ans dans la compagnie des cadets-gentilshommes des colonies à Rochefort ; il y obtient quelque avancement et mérite la croix de Saint-Louis.
Il combat dès 1759, en participant à la défense de la Guadeloupe contre les Britanniques, puis en 1762 à la Martinique, au cours de la guerre de Sept Ans.

### Planteur esclavagiste
Il est réformé sur sa demande en 1763. Après 10 ans de service aux colonies, il se retire pour s’occuper de ses plantations à la Guadeloupe. En plus de la caféière qu'il détenait au Palmiste à Basse-Terre (habitation Le Gommier, sur laquelle 34 esclaves sont recensés en 1777), il possédait trois exploitations sucrières : les habitations Grand'Anse et Grands Fonds à Trois-Rivières, et l'habitation du Pérou aux Abymes (74 esclaves recensés en 1784).
En 1765, il se marie à Sainte-Anne avec la créole blanche Marie-Dieudonnée Coudroy-Bottée (1740-1810), fille de Pierre-Antoine Coudroy-Bottée et Marie-Dieudonnée Néron.
En difficulté financière, il vend en 1777 sa plantation du Gommier à Pierre Charles Dolet, ancien officier d’infanterie et bourgeois de Bordeaux, qui de son côté lui cède le domaine viticole de Feydeau à Artigues-près-Bordeaux,. Dolet étant insolvable, Dugommier vendra une seconde fois cette plantation, à sa sœur, en 1784.

### Patriote et révolutionnaire
Dès le début de la Révolution française, il fait partie avec Pautrizel des rares grands planteurs à être patriotes, pourtant majoritairement citadins. Leur volonté politique est de s’opposer au pouvoir jugé absolu des planteurs aristocrates qui peuplent l’assemblée coloniale et qui entourent le gouverneur de la Guadeloupe. Un long conflit oppose alors les deux camps.
En 1790, une partie des troupes du régiment de Guadeloupe, sous la conduite de Coquille Dugommier, participe à trois expéditions en 1790, en soutien aux patriotes de la Martinique, mais ne parviennent pas à renverser le gouverneur et l’assemblée coloniale. Les aristocrates sortent vainqueurs du conflit. L’armement de leurs esclaves est l’une des principales clés de leur victoire, tandis que les patriotes, majoritairement citadins possèdent peu d'esclaves à armer (7 en moyenne).
Dugommier quitte définitivement la Guadeloupe en juillet 1791, afin de représenter en métropole les intérêts des patriotes des colonies, en tant que député à la Convention. Il espère aussi y contracter un emprunt important, afin de résoudre ses difficultés financières.
En 1792, Dugommier endetté est obligé de vendre à distance son habitation de Grand'Anse à son ennemi royaliste Brindeau. Ce dernier essaiera d'armer les esclaves de la plantation afin d'attaquer des patriotes, mais les captifs se retourneront finalement contre leurs propriétaires royalistes. Les insurgés bénéficieront de la mansuétude et de la protection de Pautrizel, ami et parent de Dugommier.

### Commandant de l’armée d’Italie
À l'aide de la réputation de vrai républicain qu'il s'était faîte, il est nommé le 10 octobre 1792 maréchal de camp, mais sans emploi, lui permettant ainsi de toucher une pension de retraite plus élevée. Il souhaite malgré tout réintégrer l'armée et recevoir une affectation.
Le 22 mai 1793, à force d'en faire la demande, est désigné pour succèder à Carteaux comme général de brigade à la tête de l’armée d'Italie qui assiège Toulon aux mains des Britanniques. Il comprend le plan du chef de bataillon Bonaparte, le fait appliquer et reprend la ville. Il se distingue par son humanité après la reddition de la place. En septembre 1793, il repousse à Gilette les troupes niço-piémontaises de l’Autrichien Nikolaus de Vins en plusieurs combats.

### La campagne des Pyrénées-Orientales
Il est ensuite nommé à la tête de l’armée des Pyrénées Orientales le 16 janvier 1794 (16 nivôse an II). Il est chargé de reprendre le terrain perdu face aux Espagnols du général Ricardos. Il réorganise l’armée, et la repose après les durs combats de l’année précédente, des assauts inutiles sur les positions fortifiées des Espagnols.
Le 28 avril 1794, il remporte la bataille du Tech, succès confirmé par la victoire des Albères, le 30 avril, remportée conjointement avec Moreau, sur les Espagnols et les Hollandais.
La victoire décisive du Boulou ou de Montesquieu, remportée sur les Espagnols du comte de La Union le 1er mai, lui assure la reconquête du Roussillon. Port-Vendres, défendu par le général La Union (qui avait sous ses ordres les 400 nobles français de la Légion Panetier) tombe au cours du mois de mai ; Collioure est reprise le 26. Le 24 juin, c’est au tour de Commissari. Quelques combats assurent une avancée progressive : à Saint-Sébastien (ca) le 4 août, à Trèves le 8.
Il reprend le fort de Bellegarde le 17 septembre 1794 (le siège durait depuis le 7 mai). Le 22 septembre, une offensive audacieuse lui permet d’enlever la redoute et le camp de Coustouges, mettant en fuite l’ennemi qui abandonne la majeure partie de son matériel.
Le 10 novembre, par un dernier courrier adressé au Comité de Salut Public, il rend un vibrant hommage à Pierre Bayle, un garçon de 11 ans natif de Tourreilles, engagé volontaire, tambour à l’état-major du général Augereau, mort au champ d’honneur en battant la diane afin que les Espagnols n’entendent pas le déplacement de l’artillerie légère française.
Il est lui-même tué le 18 novembre à la bataille de la Sierra Negra (ou de Sant Llorenç de la Muga, ou de Figuières ou Figueres) en Catalogne. À la suite de cette bataille, Figueres est reprise le 27 novembre par Pérignon.
Il fut d’abord inhumé au fort de Bellegarde, dans le bastion qui regarde l’Espagne, et son nom est inscrit au Panthéon. Napoléon conserva son souvenir, puisqu’il légua 100 000 francs à son fils en mémoire du siège de Toulon. Il repose actuellement à Perpignan au cimetière Saint Martin, sous une pyramide au côté du général Dagobert, mort sous son commandement sept mois avant lui.

### Hommages et souvenirs

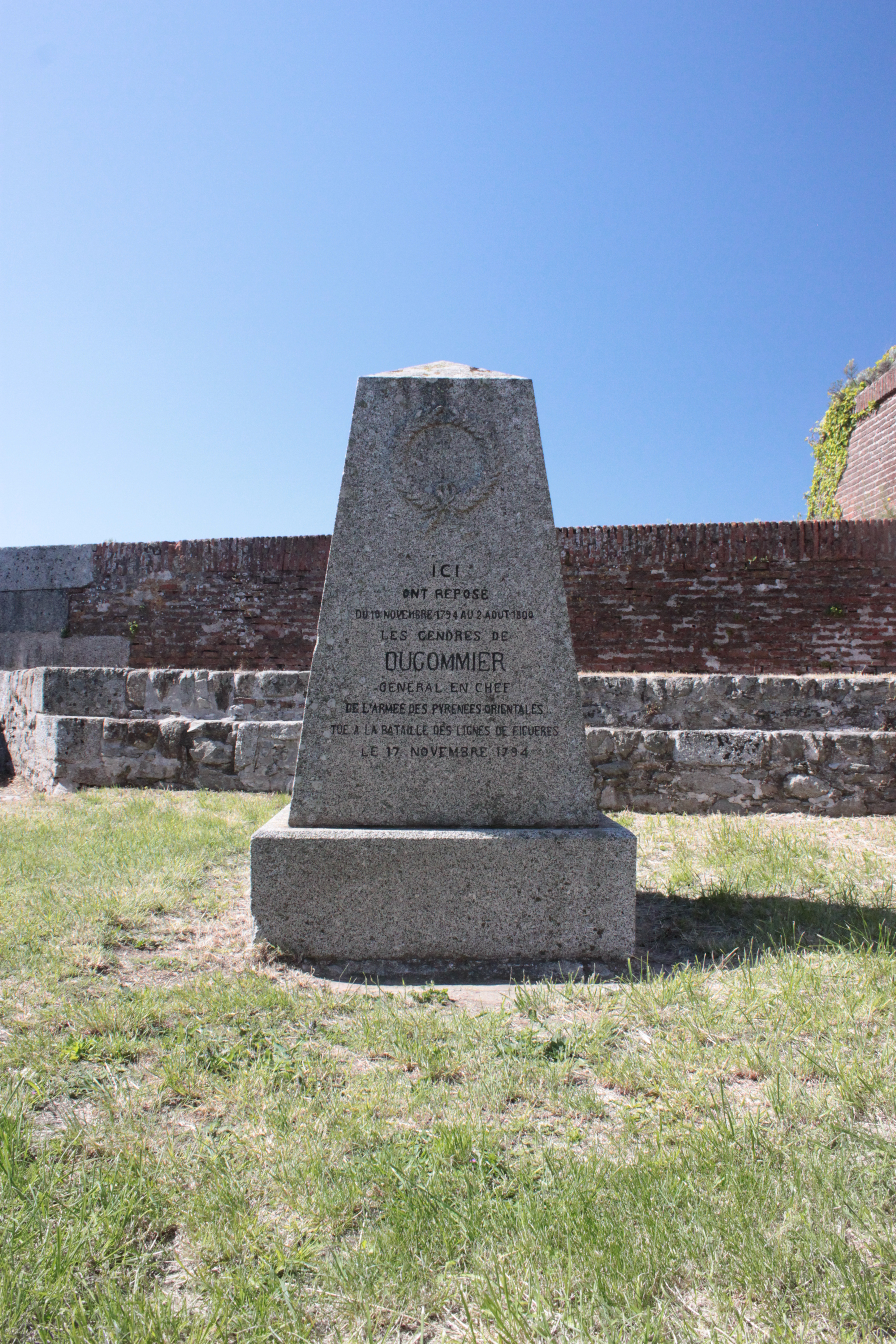
Stèle où ont reposé ses cendres, du 10 novembre 1794 au 2 août 1800. Fort de Bellegarde (Le Perthus).

- Le fort Dugommier construit à Collioure entre 1844 et 1852 porte son nom.
- En 1867, une rue du quartier de Picpus, à Paris, prend le nom de rue Dugommier.
- En 1884, son nom fut également donné à la rue de l’Arsenal[5], à Pointe-à-Pitre, en Guadeloupe, Dugommier étant originaire de cette île.
- En 1939, la station de métro parisienne Charenton, de la ligne 6, prend le nom de la rue Dugommier toute proche.
- En 2011, un buste en bronze est érigé en sa mémoire sur la rambla du Boulou.
- Une rue dans le quartier Saint Mathieu à Perpignan porte son nom.
- Une rue du centre de Toulon porte aussi son nom.
- À Baie-Mahault, en Guadeloupe, le camp du Régiment du service militaire adapté de la Guadeloupe (RSMA) porte son nom.